# Caulolatilus intermedius
Caulolatilus intermedius är en fiskart som beskrevs av Howell Rivero, 1936. Caulolatilus intermedius ingår i släktet Caulolatilus och familjen Malacanthidae. Inga underarter finns listade i Catalogue of Life.